# Liberty Hills (Antarktika)
Die Liberty Hills (englisch Freiheitsberge) sind eine etwa 16 km lange, zerfurchte Hügelkette im westantarktischen Ellsworthland. Der Höhenzug liegt in der Heritage Range in den südlichsten Ausläufern des Ellsworthgebirges. 
Die Liberty Hills bilden einen Teil der westlichen Wand des Horseshoe Valley, die dem Tal zugewandte Ostseite liegt meist im Windschatten und ist weitgehend schnee- und eisfrei. Etwa elf Kilometer südöstlich liegen die Marble Hills, die Region zwischen den beiden Höhenzügen ist von Gletscherspalten durchzogen. Im Norden liegen die Ausläufer der Enterprise Hills. Die höchsten Gipfel der Kette sind Mount Rosenthal (1840 m) im Nordwesten, Sponholz Peak (1730 m) und Kelley Peak (1710 m) im südöstlichen Teil.
Der United States Geological Survey kartierte die Hügelkette anhand eigener Vermessung und anhand von Luftaufnahmen der United States Navy aus den Jahren von 1961 bis 1966. Das Advisory Committee on Antarctic Names benannte sie 1964, wie auch weitere geografische Objekte in der Heritage Range, in Bezug zum Kulturerbe der Vereinigten Staaten.